# Zim Ngqawana
Zim Ngqawana (Port Elizabeth, 1959. december 25. – 2011. május 10.) dél-afrikai szaxofonos.

## Diszkográfia
- San Song (1996, with the Norwegian San Ensemble)
- Zimology (1998)
- Ingoma (1999)
- Zimphonic Suites (2001)
- Vadzimu (2004)
- The Best of Zim Ngqawana
- Zimology Quartet (2007) – Live at Bird's Eye, Switzerland
- Zimology In Concert (USA) – Featuring the UT FACULTY ENSEMBLE (2008)
- Anthology of Zimology - Volume One (2009) - Recorded Live in Hieldelberg, Germany, 2008
- 50th Birthday Celebration (2010) – Recorded Live at The Linder Auditorium, Johannesburg